# François Saint-Pierre (écrivain)
 (septembre 2010).
Pour les articles homonymes, voir François Saint-Pierre.
François Saint-Pierre (né le 19 mars 1917 à Paris, 8e arrondissement et mort le 2 avril 2010 à Viroflay (Yvelines)), diplômé de l’Ecole libre des sciences politiques, est un écrivain, essayiste, journaliste et militant catholique français.
Il est le petit-fils du docteur Étienne Lancereaux, l'arrière-petit-neveu de Alexandre Cabanel, le descendant du général Henri François Delaborde, et l'oncle de Philippe Panerai.

## Biographie
Membre du cabinet de la présidence de l’Entraide française en 1945, il occupe le poste de Secrétaire général du Mouvement d’aide au logement de 1951 à 1983, puis d'Administrateur de la Caisse Centrale d’Allocations Familiales de la région parisienne (1962-1967 et 1973-1980). Il était Éditorialiste de la revue Les Écrivains catholiques depuis 1979.
Il a occupé également les postes :
- d'Ancien Secrétaire général[Quand ?] du Mouvement des Écrivains Catholiques sous la présidence de Maurice Schumann, puis vice-président de ce mouvement,
- de membre du jury du Grand Prix catholique de littérature.
Il est nommé Chevalier de l’Ordre de Saint-Grégoire-le-Grand (Saint-Siège). Il collabore à l’ouvrage Actualité et présence de Charles Maurras (1868-1952), tome II, de François-Marie Algoud.

## Publications
- La Cogestion de l’économie (1963)
- Les Libertés de ma prison (1966)
- La Révolution française est à faire (1968)
- Toi aussi tu es ma biche (1972)
- Que renaisse ton bel olivier (1977)
- Au service des hommes réels du peuple (1980)
- Au jardin de mon cœur (1981)
- Le Cheminement de la foi chez Charles Maurras (1989)
- France sois ce que tu es (1994, prix Montyon de l’Académie française, 1995)
- L’Espérance est française (1996)
- La Liberté, cette divine imprudence (1999)
- Évêques de France, retrouvez le courage des apôtres ! (2005)